# Grand Prix d’Isbergues
Der Grand Prix d’Isbergues ist ein französisches Radrennen rund um die französische Gemeinde Isbergues im Département Pas-de-Calais.
Das gewöhnlich Mitte September ausgetragene Eintagesrennen wurde erstmals im Jahr 1945 ausgetragen. Ab 1947 wurde es offiziell im französischen Rennkalender geführt. Seit Einführung der UCI Europe Tour in der Saison 2005 ist das Rennen Teil dieser Rennserie und in die Kategorie 1.1 eingestuft. Der Grand Prix d’Isbergues ist außerdem ein Teil des Coupe de France, einer Rennserie von französischen Eintagesrennen. Rekordsieger sind Eugène Dupuis und Arnaud Démare(je drei Siege), Joop Zoetemelk, Peter Van Petegem, Cédric Vasseur und Nacer Bouhanni, die das Rennen jeweils zweimal für sich entscheiden konnten.
Seit 2018 wird das Rennen unter dem Namen Grand Prix d’Isbergues-Pas de Calais Féminin auch für Frauen ausgetragen.

## Palmarès
| Jahr | Sieger               | Zweiter                         | Dritter                    |
| ---- | -------------------- | ------------------------------- | -------------------------- |
| 1947 | Eugène Dupuis        | Alphonse De Vreese              | Louis Déprez               |
| 1948 | Eugène Dupuis        | Paul Godevelle                  | Francis Delepière          |
| 1949 | Paul Delerue         | Jacques Godin                   | Maurice Palin              |
| 1950 | José Beyaert         | Raoul Ben                       | Paul Salomé                |
| 1951 | Henri Duhamel        | Roland Chapuis                  | Eugène Dupuis              |
| 1952 | César Marcelak       | Albert Platel                   | Alain Léocat               |
| 1953 | Paul Taildeman       | Michel Vuylsteke                | César Marcelak             |
| 1954 | Jef Planckaert       | Roland Callebout                | Lucien Demunster           |
| 1955 | Alfred Kain          | Roger Chupin                    | Edward Klabiński           |
| 1956 | Seamus Elliott       | René Fournier                   | Gilbert Scodeller          |
| 1957 | Willy Truye          | César Marcelak                  | Camille Huyghe             |
| 1958 | Maurice Meuleman     | Raymond Denutte                 | Joseph Boudon              |
| 1959 | Jean-Claude Annaert  | Maurice Meuleman                | René Fournier              |
| 1960 | Jozef Schils         | Michel Stolker                  | André Noyelle              |
| 1961 | Jo de Haan           | Henri De Wolf                   | Roger Quevat               |
| 1962 | Laurent Christiaens  | André Messelis                  | Gustaaf De Smet            |
| 1963 | Clément Roman        | Bas Maliepaard                  | Marcel Seynaeve            |
| 1964 | Frans Melckenbeeck   | Camille Le Menn                 | Willy Van den Eynde        |
| 1965 | Willy Bocklant       | Frans Aerenhouts                | Noël Van Clooster          |
| 1966 | Jean Stablinski      | Walter Godefroot                | Daniel Van Ryckeghem       |
| 1967 | Paul In ’t Ven       | Emile Coppens                   | Willy In ’t Ven            |
| 1968 | Willy In ’t Ven      | Eddy Peelman                    | Willy De Geest             |
| 1969 | Jan Janssen          | Noël Van Tyghem                 | Jos Deschoenmaecker        |
| 1970 | Jean Jourden         | André Dierickx                  | Ronny De Witte             |
| 1971 | Daniel Van Ryckeghem | William Bilsland                | Ronny Vanmarcke            |
| 1972 | Marc Demeyer         | Eric Leman                      | Jacques Botherel           |
| 1973 | Roger Rosiers        | Willy Van Neste                 | André Mollet               |
| 1974 | Bernard Bourreau     | René Dillen                     | Bernard Draux              |
| 1975 | Joop Zoetemelk       | Lucien Van Impe                 | Bernard Hinault            |
| 1976 | Yvon Bertin          | Jean-Jacques Fussien            | André Mollet               |
| 1977 | Joop Zoetemelk       | Eddy Merckx                     | Sven-Åke Nilsson           |
| 1978 | Daniel Gisiger       | Jacques Bossis                  | Bernard Vallet             |
| 1979 | Serge Perin          | Christian Muselet               | Jean-Philippe Pipart       |
| 1980 | Etienne De Wilde     | Graham Jones                    | Christian Jourdan          |
| 1981 | André Chalmel        | Francis Castaing                | Ferdi Van Den Haute        |
| 1982 | Sven-Åke Nilsson     | Jean-François Chaurin           | Jean-François Rault        |
| 1983 | Sean Kelly           | Jean-Luc Vandenbroucke          | Jean-Philippe Vandenbrande |
| 1984 | Kim Andersen         | Bruno Wojtinek                  | Sean Kelly                 |
| 1985 | Adrie van der Poel   | Gilbert Duclos-Lassalle         | Etienne De Wilde           |
| 1986 | Teun van Vliet       | Gilbert Duclos-Lassalle         | Gert-Jan Theunisse         |
| 1987 | Allan Peiper         | Gérard Rué                      | Walter Dalgal              |
| 1988 | Jan Goessens         | Johan Museeuw                   | Michel Dernies             |
| 1989 | Sammie Moreels       | Peter De Clercq                 | Martial Gayant             |
| 1990 | Frédéric Moncassin   | Johan Museeuw                   | Nico Verhoeven             |
| 1991 | Jacky Durand         | Jan Mattheus                    | Kim Andersen               |
| 1992 | Phil Anderson        | Stéphane Hennebert              | Bruno Cornillet            |
| 1993 | Jaan Kirsipuu        | Eddy Seigneur                   | Paul Haghedooren           |
| 1994 | Wilfried Nelissen    | Sean Yates                      | Philippe Bouvatier         |
| 1995 | Frank Corvers        | Gilbert Duclos-Lassalle         | Sammie Moreels             |
| 1996 | Mario Aerts          | Magnus Bäckstedt                | Erik Breukink              |
| 1997 | Magnus Bäckstedt     | Søren Petersen                  | Lauri Aus                  |
| 1998 | Stéphane Cueff       | Frank Høj                       | Jo Planckaert              |
| 1999 | Lauri Aus            | Geert Verheyen                  | Frédéric Guesdon           |
| 2000 | Peter Van Petegem    | Chris Peers                     | Frédéric Guesdon           |
| 2001 | Peter Van Petegem    | Chris Peers                     | Nico Mattan                |
| 2002 | Cédric Vasseur       | Ludovic Capelle                 | Mark Scanlon               |
| 2003 | Jans Koerts          | Franck Renier                   | Cédric Vasseur             |
| 2004 | Ludovic Capelle      | Frédéric Guesdon                | Cezary Zamana              |
| 2005 | Niko Eeckhout        | Stefan van Dijk                 | Robbie McEwen              |
| 2006 | Cédric Vasseur       | Philippe Gilbert                | Frédéric Guesdon           |
| 2007 | Martin Elmiger       | Andy Cappelle                   | Sébastien Chavanel         |
| 2008 | William Bonnet       | Wesley Sulzberger               | Chris Anker Sørensen       |
| 2009 | Benoît Vaugrenard    | Luca Mazzanti                   | Iwan Rowny                 |
| 2010 | Aleksejs Saramotins  | Denis Ramiljewitsch Galimsjanow | Romain Feillu              |
| 2011 | Jonas Aaen Jørgensen | Stuart O’Grady                  | Robert Wagner              |
| 2012 | John Degenkolb       | Kenny van Hummel                | Stéphane Poulhiès          |
| 2013 | Arnaud Démare        | John Degenkolb                  | Jempy Drucker              |
| 2014 | Arnaud Démare        | Jauhen Hutarowitsch             | Heinrich Haussler          |
| 2015 | Nacer Bouhanni       | Michal Kolář                    | Shane Archbold             |
| 2016 | Kristoffer Halvorsen | Romain Feillu                   | Baptiste Planckaert        |
| 2017 | Benoît Cosnefroy     | Pierre Gouault                  | Alan Riou                  |
| 2018 | Philippe Gilbert     | Christophe Laporte              | Florian Sénéchal           |
| 2019 | Mads Pedersen        | John Degenkolb                  | Christophe Laporte         |
| 2020 | Nacer Bouhanni       | Romain Cardis                   | Timothy Dupont             |
| 2021 | Elia Viviani         | Tim Merlier                     | Alberto Dainese            |
| 2022 | Arnaud Démare        | Marc Sarreau                    | Edward Theuns              |
| 2023 | Matteo Moschetti     | Mads Pedersen                   | Arnaud Démare              |
| 2024 | Arvid de Kleijn      | Laurence Pithie                 | Gerben Thijssen            |
| 2025 |                      |                                 |                            |